# Dolmen de Coste-Rouge
Le dolmen de Coste-Rouge est un dolmen situé sur la commune de Soumont, dans le département de l'Hérault.

## Historique
Le dolmen fait l’objet d’un classement au titre des monuments historiques depuis 1900. Le dolmen est très célèbre dès la fin du XIXe siècle en raison de son allure générale et sa photo illustre de nombreuses cartes postales et ouvrages touristiques ou spécialisés. 

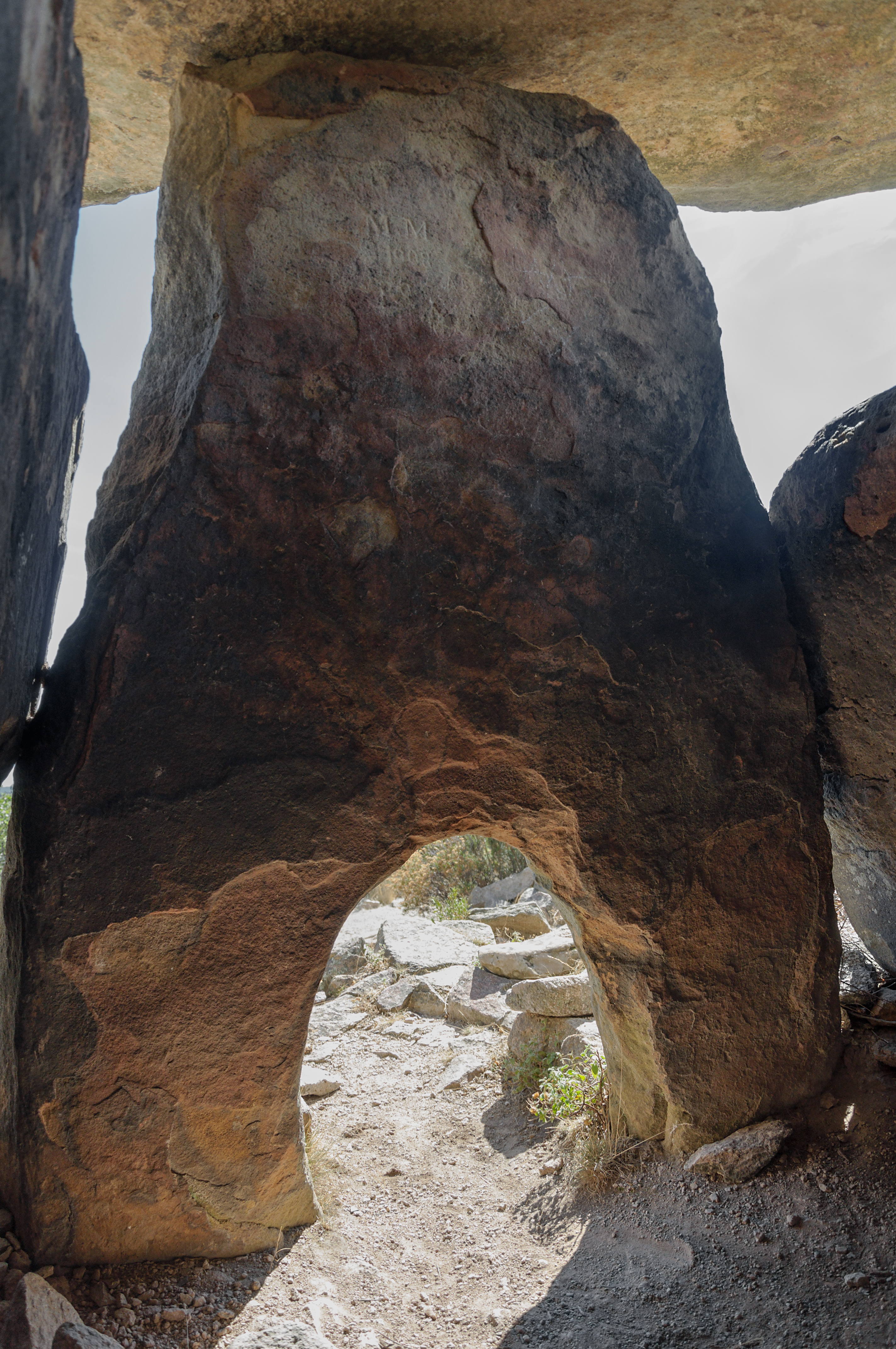
L'ouverture en porte-de-four, vue de l'intérieur.

## Description
Le dolmen est édifié sur une terrasse circulaire, toujours visible, qui domine un vaste panorama. Il est orienté nord-nord-est/sud-sud-ouest avec une ouverture au sud.  Le tumulus est délimité par un double parement. Il mesure environ 10 m de diamètre et est traversé par un couloir d'accès au dolmen.
La chambre est délimitée par quatre orthostates (deux supports latéraux, une dalle de chevet et une dalle de fermeture) dessinant un plan presque carré (1,80 m sur 1,60 m). Toutes les dalles sont en grès triasique. La dalle de fermeture présente la particularité d'avoir une ouverture en « porte de four » (1,75 m de long sur 1,60 m de large et 0,50 m de hauteur), orientée selon le solstice d'hiver. L'orthostate occidental ne supporte pas la table mais elle se prolonge au nord par une excroissance comportant deux petites cavités probablement creusées ultérieurement pour faciliter l'escalade du monument. L'orthostate oriental comporte sur sa face interne une cavité de forme ovalaire (0,23 m de diamètre) obtenue par rotation d'un corps dur sans perforer la dalle. L'ensemble est recouvert d'une unique table de couverture de plus de 3 m de long dont le poids est estimé à 15 t. La surface interne de la table est plane mais sa surface externe comporte deux bassins circulaires, plusieurs cupules peu profondes (dont trois alignées), une gravure en forme de carré (10 à 12 cm de côté) peu profonde et des rainures dont une traverse pratiquement toute la dalle sur son bord oriental. Les cavités les plus profondes semblent être d'origine anthropique mais les moins profondes pourraient être d'origine naturelle.

## Folklore
L'installation des moines sur le site au XIIe siècle est probablement à mettre en lien avec la persistance de traditions païennes antérieures autour du dolmen. 
Selon la tradition, le dolmen est l'Ostalet das Fadas (la « maisonnette des fées » en occitan). Au Moyen Âge, le dolmen avait la réputation de pouvoir guérir les maladies chroniques de la peau : les vêtements du malade étaient brûlés puis le malade était hissé sur la table du dolmen où il était roulé et frotté par deux moines du prieuré.  

## Visite
Le dolmen est inclus dans le parc de l'ancien prieuré Saint-Michel de Grandmont.